# Rodrigo Iván Díaz
Rodrigo Iván Díaz (11 luglio 1996) è un calciatore argentino, difensore del Talleres (RdE).

## Caratteristiche tecniche
È un difensore centrale.

## Carriera
Cresciuto nel settore giovanile del Def. de Cambaceres, nel 2018 si è trasferito in Uruguay firmando con il Cerro Largo. Ha debuttato fra i professionisti il 5 agosto 2018 disputando l'incontro di Segunda División Profesional vinto 1-0 contro l'Oriental.